# 池上線 (曲)
「池上線」（いけがみせん）は、1976年4月25日に発売された西島三重子の2枚目のシングル。1975年9月にリリースされた西島のファーストアルバム『風車』収録曲で、人気が出てシングル盤として発売され、累計80万枚の大ヒットとなり、西島の代表曲となった。
フォークソングの中で、東京の鉄道を歌ったものは多くないが、その中で最も有名な曲といわれる。東急池上線を舞台に、別れる男女の悲哀を女性の視点から歌い、車内や駅の様子、踏切や商店街のある沿線風景など、当時の昭和の情景も織り交ぜた歌詞となっている。歌詞中では舞台となった駅については明示されておらず、単に「駅」とされているが、作詞の佐藤順英が、朝日新聞2008年4月19日付の土曜版be on Saturday「うたの旅人」で、「角のフルーツショップだけが灯りともす夜更けに」と歌われる商店街は池上駅と言及している。東京のローカル線ともいえる池上線もこの曲のヒットで、広く知られるようになった。
本項では、西島自身が「池上線」へのアンサーソングとして発表した2012年11月7日発売のシングル『池上線ふたたび』（門谷憲二作詞）についても述べる。

## 「池上線」の曲と東急の対応
作詞家の佐藤順英が書いた詞に、佐藤のバンド関係の知人だった西島が曲を付けた。だが西島は自分で歌う予定ではなく、当時「私鉄沿線」がヒットした野口五郎が歌うイメージで作曲したと述べている。また佐藤は「この曲を世に出したくて作詞家になったようなもの」と、曲に対する意気込みと思い入れを語っていた。
1976年のシングル発売時に、この曲のプロモーションのため東京急行電鉄（現：東急電鉄）に協力を依頼したが、歌詞の中に「古い電車」「すきま風に震えて」という、当時の池上線の車両の古さや状態の悪さを思わせる言葉があったため、歌詞を見た東急側に「車両更新を考えているため会社の方針に合わない」として断られたと、佐藤は語っている。
だが実際、1970年代当時の池上線の車両は、ほとんどが戦前製のデハ3450形を始めとした旧型車の初代3000系で、車体の更新工事は始まっていたものの、製造から40年以上が経過したものがあったことは確かである。
ただし、鉄道車両は工業製品としては製品寿命が長いのが一般的である。初代3000系は1925年のデビューから様々な更新工事を受けつつ、1989年3月11日まで池上線を走り続けた。同年3月12日 - 18日の1週間を目蒲線で運用した後に全車が運用離脱し、同年3月19日より新性能ステンレス車（当時は7200系・7600系）のみの運行となった。1992年に投入された1000系は、池上線としては実に63年ぶりの新車となった。
東急電鉄OBで東急に関する著作も多い「鉄道友の会」元理事の宮田道一は、当時の状況について「1960年代以降の東急は、田園都市線の沿線開発を重視し目線が西へ向いていた。新型車両はまず東横線に投入され、池上線では昭和初期の古い車両が頑張っていた。あの曲の頃はそういう時代だった」と語っている。
西島のファーストアルバム 『風車』に収録されていたが、評判がよく7カ月後に人気が出てシングルカットされ、有線放送などを通じて長い時間をかけてじわじわとヒットし、そのため西島本人すら「ヒットしたという意識はない」まま、後世の人々にも「懐メロ」として親しまれていく。1970年代のフォークソング名曲集などに収録され、何人もの有名歌手がカバー曲を発表し「昭和の名曲」として歌い継がれていった（カバー曲については「#カバー」を参照）。
そのため2000年代に入ると、東急社内でのこの曲に対する評価も大きく転換することになる。その背景には、曲そのものが息の長いヒットとして愛唱されたこととともに、時代の流れによる価値観の変化もあった。「池上線」の歌詞が問題視された高度成長後の1970年代においては、新しいものが良いもので、古いものは遅れて劣った淘汰されるべきものとみなされていたが、その後のレトロブームなどで古いものの良さや味わいが見直されてきた。
東急池上線も「都心を走るローカル線」としての魅力がクローズアップされ、駅舎リニューアルの際も木造駅舎を活かし、沿線商店街の街並みと調和したレトロ調のデザインが採用された。また池上線・東急多摩川線を走る1000系で、デハ3450形の塗装を復刻した「きになる電車」ラッピング車両に続き、初代3000系の塗装を復刻した「緑の電車」ラッピング車両を走らせるに至った。「池上線」の歌詞で「古い電車」として歌われた（その歌詞が問題視された）車両が、復刻ラッピング車両として池上線に「復活」したのだった。
2007年7月から翌2008年6月にかけて東急電鉄では、東急池上線・大井町線開通80周年を記念して、沿線自治体の品川区・大田区や地元商店街などと「池上線・大井町線80周年記念プロモーション実行委員会」を結成、地域で一体となったプロモーション活動を展開した。
プロモーション活動の一環として、池上線で2007年12月16日に1編成を貸切とした特別列車を2本運転、うち1本を「名曲池上線号」として、西島三重子の車内ミニライブとトークショーを開催した。「名曲池上線号」には、池上線80周年記念ロゴのヘッドマークを掲げた1000系 (1012F) が使用され、戸越銀座商店街のマスコットキャラクター「銀ちゃん」も同乗した。
『池上線』リリース当時の東急との経緯があったため、この車内ライブの実現に際して西島は「不思議な感じがした」と語っている。また、西島の車内ライブを企画した東急電鉄エリア開発事業部の若い担当者（当時27歳）は、前回の経緯を全く知らずに西島に出演を依頼したため、西島から「今度は大丈夫ですか？」と聞かれて驚いたという。実に、1976年の発売から30年余を経た21世紀になって、東急からも晴れて「池上線の名を全国に広めた "名曲" 」として認められたことになる。
なお、「名曲池上線号」車内コンサート前日の2007年12月25日には、池上線・東急多摩川線専用の新型車両7000系 (2代目) がデビューしている。
2012年11月7日には、アンサーソングとなる『池上線ふたたび』（門谷憲二作詞）をリリースした（詳細は「#池上線ふたたび」を参照）。2015年9月16日には新バージョンとして「池上線ふたたび～New Version～」（門谷憲二作詞）と「池上線～New Version～」（佐藤順英作詞）をカップリングしたシングルを発売している。
西島はその後も、東急電鉄の池上線沿線活性化プロジェクトへの参加を続けており、2018年11月23日のイベント「池上線全線祭り」で開催された特別列車「乾杯電車」（2代目7000系7101F）の車内で「池上線」などを歌った。西島が池上線の車内でこの曲を歌うのは2007年に続き2度目となる。西島はイベント中で「（歌われているのは）どの駅かとよく聞かれるが、あなたの心の中にある池上線の駅を思い浮かべてほしい」と参加者に語った。

## 収録曲
- 全曲作詞：佐藤順英／作曲：西島三重子

1. 池上線 (3分37秒)
編曲：馬飼野俊一
2. ざわめきの外で (3分44秒)
編曲：あかのたちお

## 池上線ふたたび
「池上線ふたたび」（いけがみせんふたたび）は、2012年11月7日に発売された西島三重子の23枚目のシングル。1976年発売の「池上線」のアンサーソングとなっている。作詞は門谷憲二。

### 収録曲
- 全曲作詞：門谷憲二／作曲：西島三重子／編曲：平野融

1. 池上線ふたたび (3分42秒)
2. 私のためのレクイエム (5分6秒)

## カバー
- 狩人 - 1978年5月25日、本楽曲の入ったアルバム『狩人SECOND メモリアル』を発売。
- 高山厳 - 1984年5月25日、本楽曲のカバーシングルを発売。
- 森昌子 - 1986年1月21日、3枚組カバーアルバム『日本のうた～15周年記念』を発売。本楽曲は「3.ポップス編」に収録[13]。
- チェウニ - 2003年3月26日、本楽曲のカバーシングルを発売、リバイバルヒットにつながった。

ミュージックビデオには、シングル発売当時の池上線の風景があり、東急1000系の走行シーンも見られる。
- 山本あき - 2012年1月25日、本楽曲の入ったアルバム『あきがたりII』を発売。
- 大江恵 - 2014年1月17日、ボサノバアレンジした本楽曲が入ったアルバム『GIFT OF LOVE』を発売。好評につき、2016年11月17日にシングルカット。
大江恵のミュージックビデオは、シングル発売当時の池上線沿線にて撮影。「撮影協力：東京急行電鉄株式会社」のクレジットがある[14]。
- 錦織一清 - 2023年4月26日、本楽曲の入ったアルバム『歌謡Style Collection』を発売。

## カラオケ
通信カラオケでは、第一興商「DAM」、エクシング「JOYSOUND」に収録されている。
- LIVE DAM STADIUM - 専用映像は用意されず、都電7000形などを映した映像が流れる。
- LIVE DAM Ai - 当時のミュージックビデオを使用した専用映像が用意された。東急池上線の駅前で撮影したもので、西島とともに当時の駅や東急3000系が登場する。
- JOYSOUND MAX GO - 池上線を走る東急7700系が登場する。